# Baltaks socken
Baltaks socken i Västergötland ingick i Vartofta härad, ingår sedan 1974 i Tidaholms kommun och motsvarar från 2016 Baltaks distrikt.
Socknens areal är 18,90 kvadratkilometer land. År 2000 fanns här 698 invånare.  En del av tätorten Madängsholm, en del av tätorten Tidaholm, den gamla kyrkbyn Baltak, samt Baltaks kyrka, ligger i socknen.

## Administrativ historik
Socknen har medeltida ursprung. 
Vid kommunreformen 1862 övergick socknens ansvar för de kyrkliga frågorna till Baltaks församling och för de borgerliga frågorna bildades Baltaks landskommun. Landskommunen uppgick 1952 i Hökensås landskommun som 1974 uppgick i Tidaholms kommun. Församlingen uppgick 2010 i Tidaholms församling.
Den 1 januari 2016 inrättades distriktet Baltak, med samma omfattning som församlingen hade 1999/2000.  
Socknen har tillhört län, fögderier, tingslag och domsagor enligt vad som beskrivs i artikeln Vartofta härad. De indelta soldaterna tillhörde Skaraborgs regemente Kåkinds kompani.

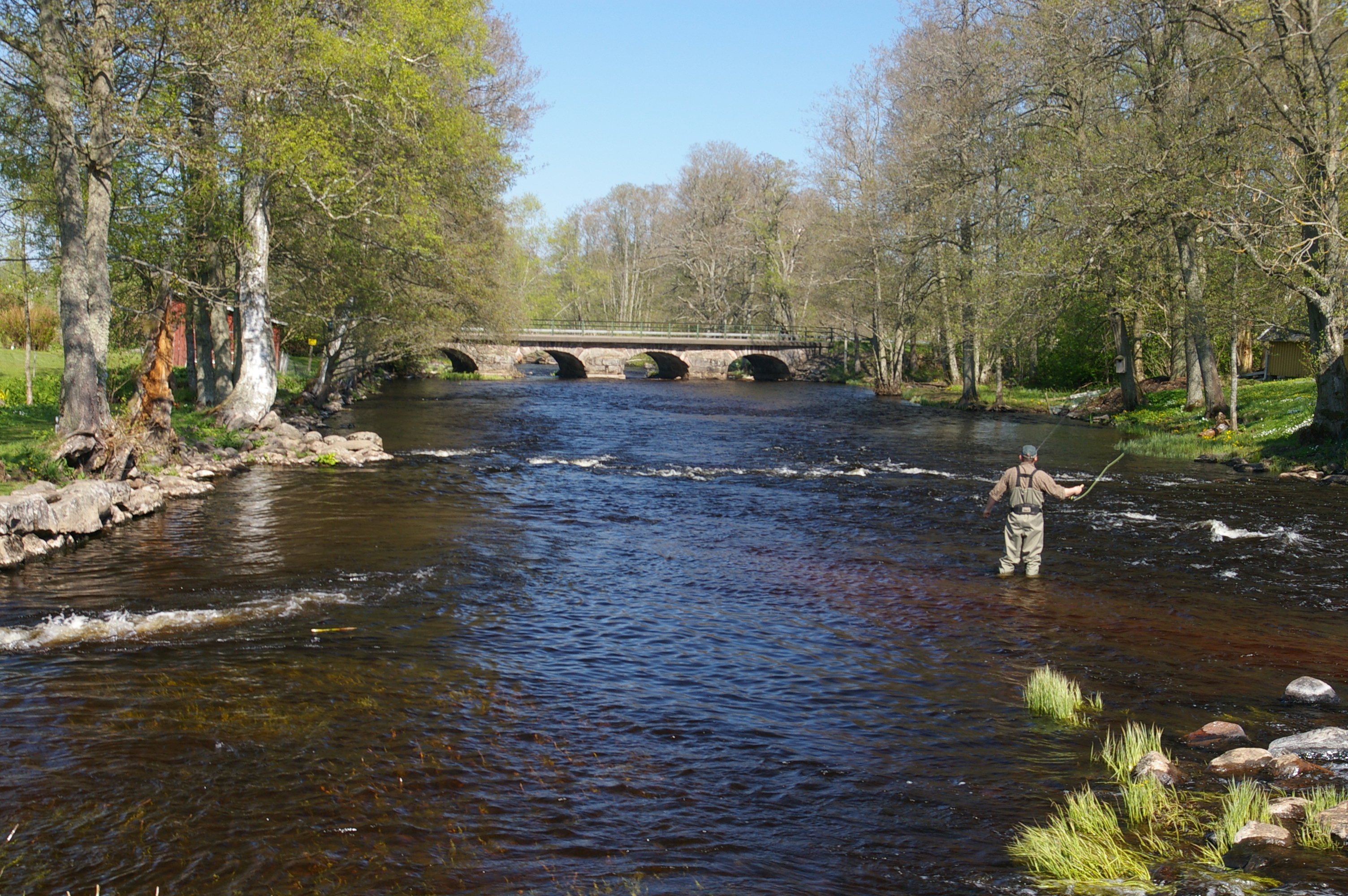
Hushållningssällskapets sportfiskeanläggning vid den gamla kraftstationen Baltaks kvarn vid Tidan. Anläggningen uppfördes 1971 och producerar årligen 40 ton sättfisk, främst till sportfiskeanläggningen på Hökensås.

## Geografi
Baltaks socken ligger närmast sydväst om Tidaholm kring Tidan. Socknen är en småkuperad odlingsbygd kring Tidan och är i övrigt en skogsbygd.

## Fornlämningar
Från bronsåldern finns gravrösen. Från järnåldern finns gravar. En runsten, avslagen, har påträffats vid Madängs bro.

## Namnet
Namnet skrevs 1315 Baltäg och kommer från kyrkbyn. Efterleden innehåller teg. Förleden kan innehålla mansnamnet Balte från 'balder, 'stor'.